# Halowe Mistrzostwa Europy w Lekkoatletyce 1980 – skok wzwyż mężczyzn
Skok wzwyż mężczyzn – jedna z konkurencji technicznych rozgrywanych podczas halowych lekkoatletycznych mistrzostw Europy w hali Glaspalast w Sindelfingen.  Rozegrano od razu finał 2 marca 1980. Zwyciężył reprezentant Republiki Federalnej Niemiec Dietmar Mögenburg. Tytułu zdobytego na poprzednich mistrzostwach nie bronił Władimir Jaszczenko ze Związku Radzieckiego.

## Rezultaty
Rozegrano od razu finał, w którym wzięło udział 25 skoczków.

Opracowano na podstawie materiału źródłowego.
| Miejsce | Zawodnik           | Wynik |
| ------- | ------------------ | ----- |
| 1       | Dietmar Mögenburg  | 2,31  |
| 2       | Jacek Wszoła       | 2,29  |
| 3       | Adrian Proteasa    | 2,29  |
| 4       | Carlo Thränhardt   | 2,26  |
| 5       | Marco Tamberi      | 2,26  |
| 6       | Ołeksij Demjaniuk  | 2,26  |
| 7       | Ruud Wielart       | 2,26  |
| 8       | Roland Dalhäuser   | 2,26  |
| 9       | István Gibicsár    | 2,23  |
| 10      | Guy Moreau         | 2,19  |
| 11      | Bruno Bruni        | 2,19  |
| 12      | Vaso Komnenić      | 2,19  |
| 13      | Gerd Nagel         | 2,19  |
| 14      | Stefan Karlsson    | 2,19  |
| 15      | Frank Bonnet       | 2,19  |
| 16      | Marc Borra         | 2,15  |
| 17      | Francisco Martín   | 2,15  |
| 18      | Giennadij Biełkow  | 2,15  |
| 19      | Stevan Filipović   | 2,15  |
| 20      | William Nachtegael | 2,15  |
| 21      | Martí Perarnau     | 2,15  |
| 22      | Zoltán Társi       | 2,10  |
| 23      | Massimo Di Giorgio | 2,10  |
| 24      | Bernard Bachorz    | 2,10  |
| 25      | Harri Sundell      | 2,05  |